# Spreepark Berlin
Koordinaten: 52° 29′ 9″ N, 13° 29′ 16″ O

Logo 2025

Der Spreepark Berlin war ein Vergnügungspark im Norden des Plänterwaldes im Berliner Bezirk Treptow-Köpenick. Er wurde 1969 unter dem Namen Kulturpark Plänterwald eröffnet und war mit jährlich etwa 1,7 Millionen Besuchern der einzige Freizeitpark der DDR. Nach der politischen Wende wurde der Spreepark seit 1991 zu einem Freizeitpark nach westlichem Vorbild umgestaltet, hatte aber besonders ab 1999 mit wirtschaftlichen Schwierigkeiten zu kämpfen; die Besucherzahlen brachen auf zuletzt 400.000 jährlich ein. Seit der Insolvenz des Betreibers und der Schließung 2002 liegt das Gelände brach und erlebte eine populärkulturelle Mythisierung. 2014 wurde es vom Land Berlin lastenfrei zurückgekauft, um es wieder einer Nutzung zuzuführen.

## Geschichte

### 1969–1991: Kulturpark Plänterwald
Der Vergnügungspark wurde 1969 anlässlich des 20. Jahrestages der Gründung der DDR als Kulturpark Plänterwald auf einer Fläche von 29,5 Hektar eröffnet. Das Gelände liegt im Norden des Plänterwaldes in direkter Nähe zur Spree. Er war der einzige ständige Vergnügungspark der DDR und nach der politischen Wende auch der einzige Gesamt-Berlins. Im Gegensatz zu vielen westlichen Parks dieser Art, die oft als Themenpark mit perfekt in die Landschaft eingebetteten Fahrgeschäften gestaltet sind, war die Aufmachung dieses Freizeitparks einfacher gehalten. Einen sehr großen Teil der Anlage nahm eine Asphaltfläche ein, auf der Fahrgeschäfte und Buden, wie sie auch vom Rummel bzw. Kirmes bekannt sind, dauerhaft aufgestellt waren. Daneben gab es auch parkähnliche begrünte Flächen und feste Funktionsgebäude vornehmlich für Restaurants oder Sanitäranlagen. Auch gab es eine große und eine kleine Freilichtbühne, die gelegentlich auch für Rock- und Popkonzerte genutzt wurden. In den 1980er Jahren entwickelte sich dort eine lose subkulturelle Szene, die insbesondere Punks anzog. Umgangssprachlich war oft auch vom KULTI oder PLÄNTI die Rede. Eine besondere Attraktion war das Riesenrad, das noch 1989 zum 40. Geburtstag erneuert wurde und fortan 40 statt der bisherigen 36 Gondeln umfasste und fünf Meter höher als das alte war. Als herausragende Landmarke wurde es 1998 von den Treptowers der Allianz abgelöst. Zu DDR-Zeiten kamen bis zu 1,7 Millionen Besucher jährlich.

### 1991–2001: Spreepark Berlin
Der Volkseigene Betrieb Kulturpark Berlin wurde 1991 vom Senat von Berlin abgewickelt. Von insgesamt sieben Bewerbern erhielt die Spreepark Berlin GmbH des Schaustellers Norbert Witte den Zuschlag. Die Senatsverwaltung hatte seinen Hintergrund nicht recherchiert; 1981 war auf dem Hamburger Volksfest „Dom“ Wittes Teleskopkran mit dem Karussell „Skylab“ seiner Standnachbarin kollidiert. Sieben Tote und 20 Verletzte waren die Folge. Daraufhin hatten deutsche Rummelplätze Witte wiederholt Stellplätze verweigert, bis er 1990 zwei Fahrgeschäfte im Berliner Kulturpark mietete.

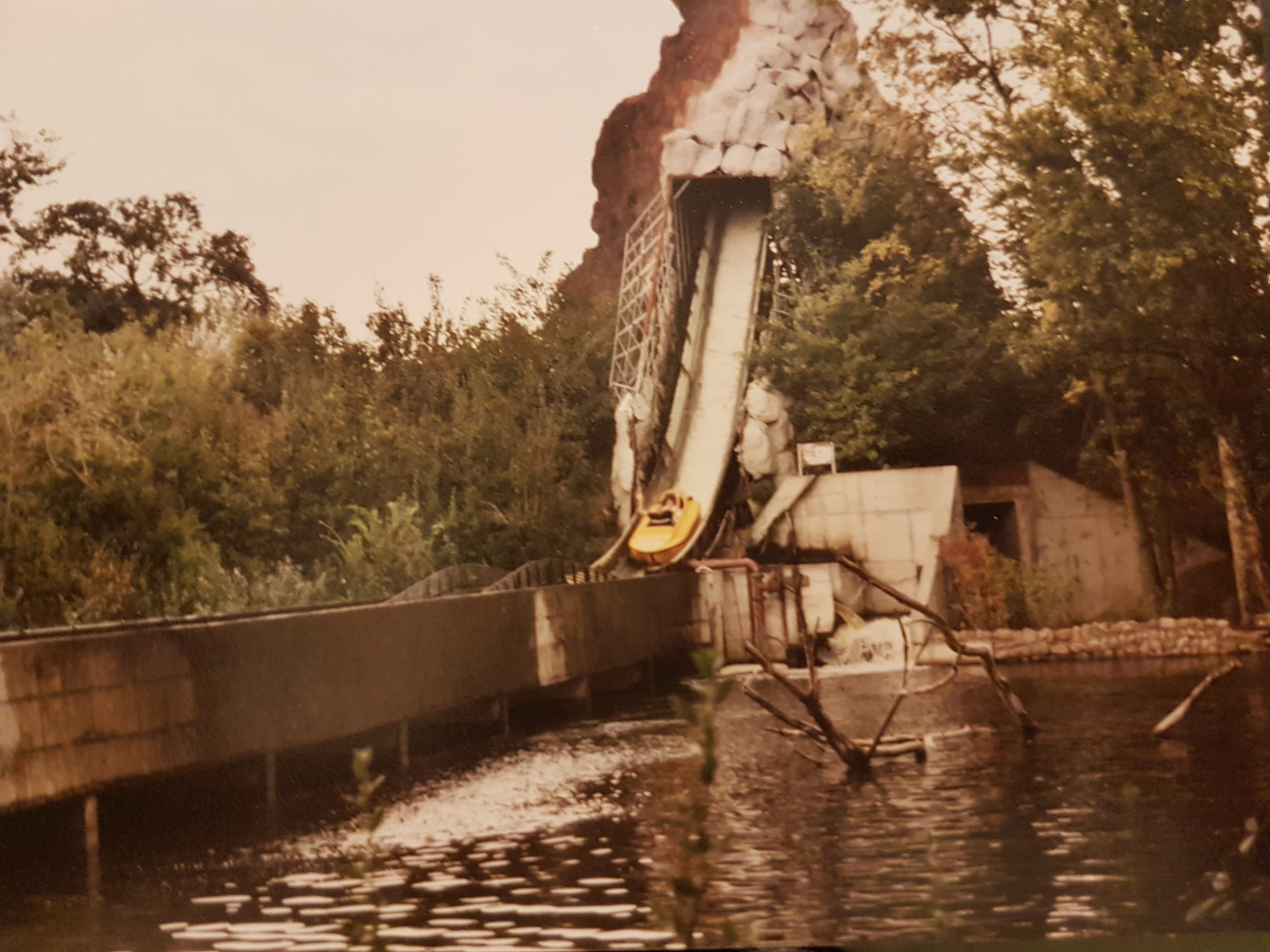
Spreepark Berlin, Wildwasserbahn

Unter Witte wurde der Spreepark schrittweise zu einem Freizeitpark nach westlichem Vorbild umgestaltet; es wurden Attraktionen des nur von 1987 bis 1991 bestehenden Park Mirapolis bei Paris übernommen. Zwischenzeitlich hatte der Spreepark 1,5 Millionen Besucher im Jahr. Von nun an wurde ein pauschaler Eintrittspreis (Erwachsene 29 DM, Kinder 27 DM) für den Zutritt und für alle Attraktionen erhoben, anstatt wie bisher an jedem Fahrgeschäft einen individuellen Preis zu kassieren. Die asphaltierte Fläche um das Riesenrad wurde aufgebrochen und in eine Wasserlandschaft umgewandelt. Auf den 21 Hektar, die der Park nutzte, wurden weitere Attraktionen wie Achterbahnen (davon eine mit Looping), zwei Wildwasserbahnen, eine Bühne für Shows, ein Westerndorf und ein englisches Dorf aufgebaut und in die Landschaft eingebettet.
Im Jahr 1997 wurde zwischen der Spreepark GmbH und dem Land Berlin ein Erbbaurechtsvertrag abgeschlossen. Berlin bürgte mit einer Grundschuld von 20 Millionen Euro für Witte, die später noch einmal um 4,2 Millionen Euro erhöht wurde. Das Grundstück hatte 1997 einen Zeitwert von acht bis zehn Millionen Euro. Der Vermögensausschuss des Abgeordnetenhauses stimmte erst nach einem Gespräch zwischen dem CDU-Politiker Volker Liepelt und Witte dem umstrittenen Vertrag zu. 1999 war die Spreepark GmbH mit 51.000 DM Großspender der Berliner CDU.
Ab 1999 hatte der Park mit hohen Schulden zu kämpfen. Diese lassen sich auf einen Besuchereinbruch zurückführen (in der Saison 2001 kamen nur noch 400.000 Besucher), der oft mit den gestiegenen Eintrittspreisen und fehlenden Parkplätzen begründet wird.
Für die Saison 2001 wurde die Wildwasserbahn Wild River gegen das Fahrgeschäft Flic-Flac mit dem Schaustellerbetrieb Heitmann-Schneider aus Münster getauscht.
Im Jahr 2001 meldete die Spreepark GmbH & Co. KG Insolvenz an.

### Ab 2001: Schließung, Zwischennutzung, Großfeuer

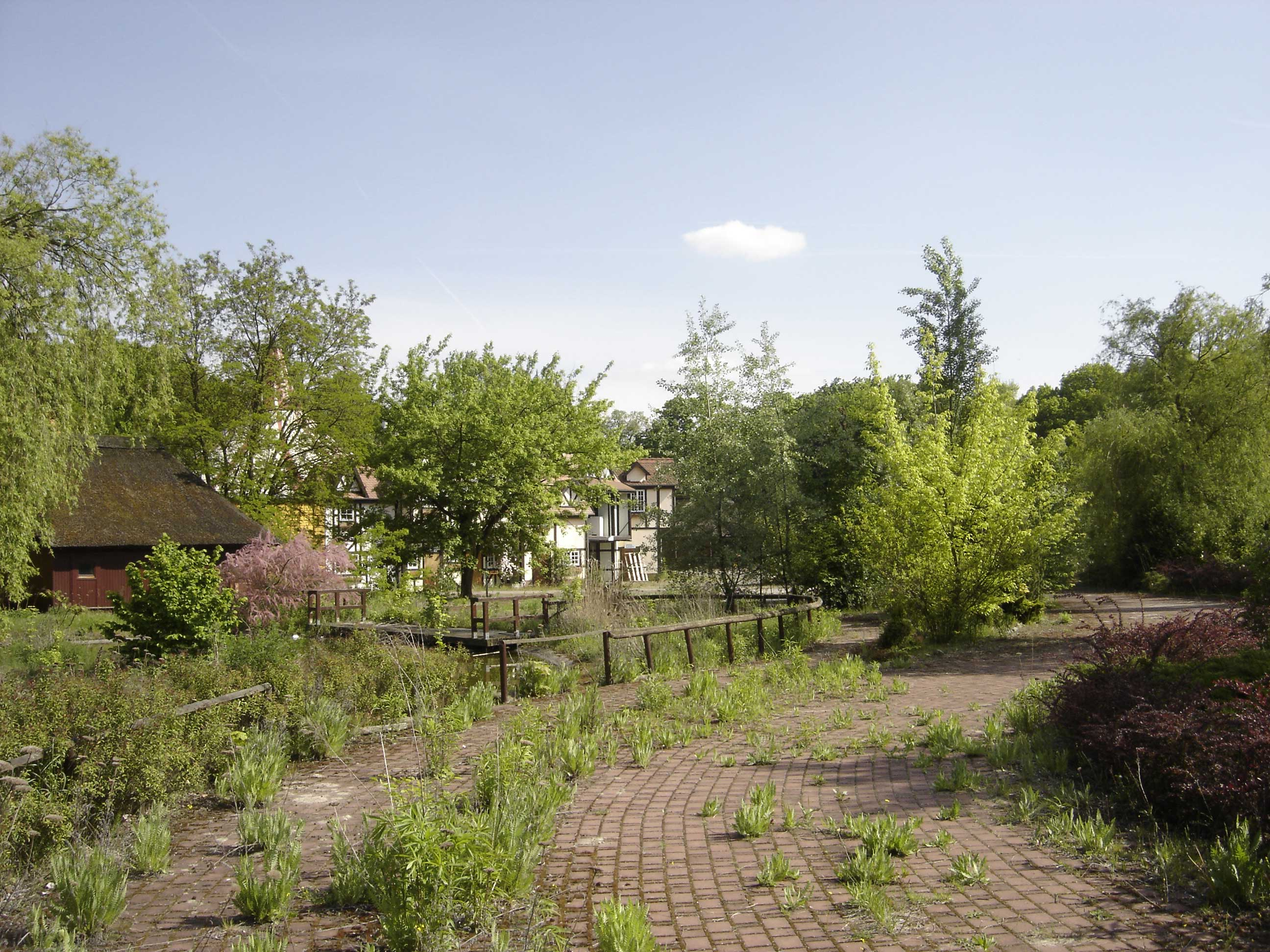
Seit 2002 verwahrlost die Anlage zusehends.

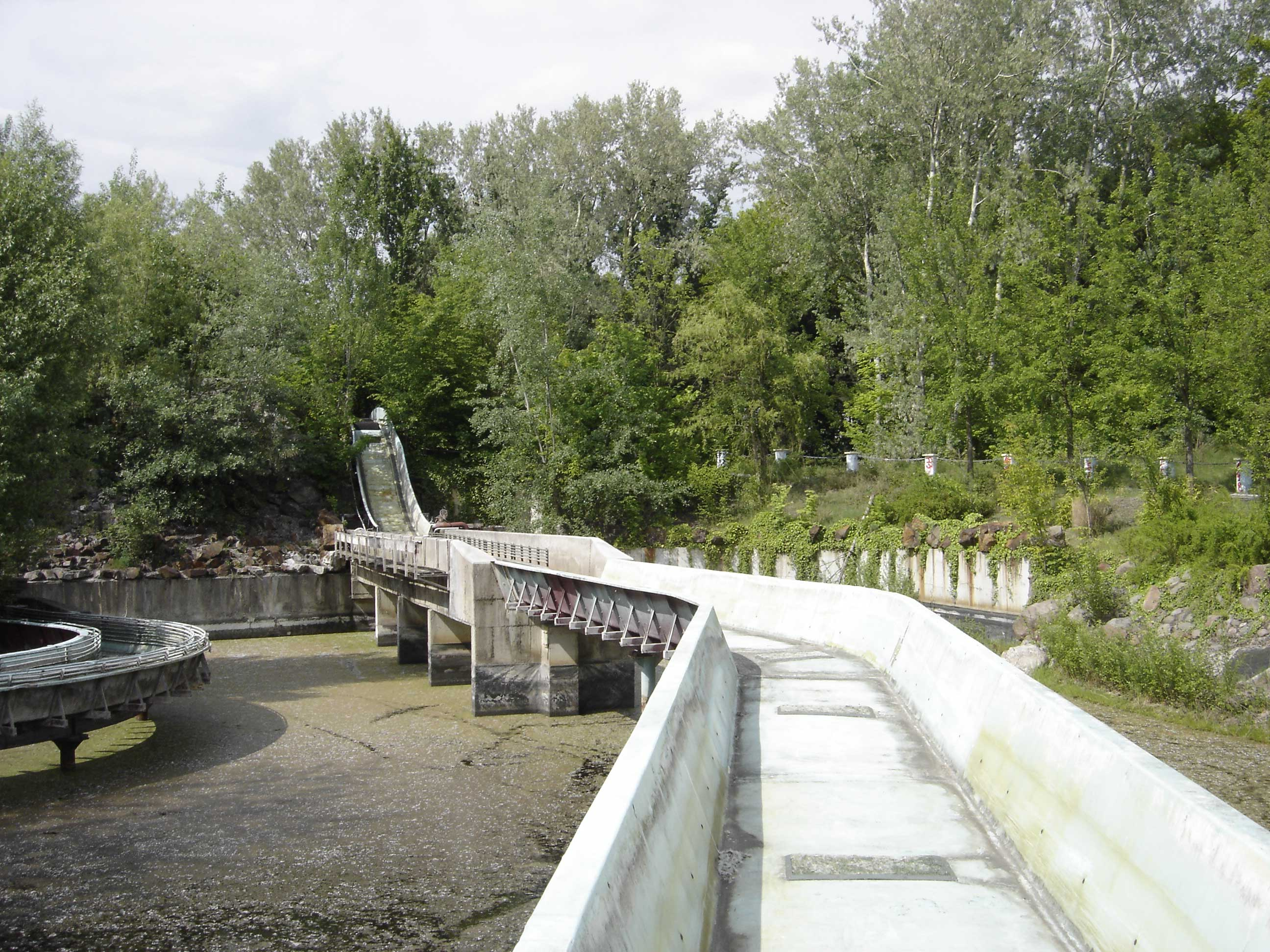
Wildwasserbahn außer Betrieb

Nach Norbert Wittes Insolvenz versuchte er sich an einem Freizeitpark („Lunapark“) im peruanischen Lima, wohin er sich am 18. Januar 2002 mit seiner Familie und seinen engsten Mitarbeitern absetzte. Er verschiffte die sechs Attraktionen Baby-Flug, Butterfly, Fliegender Teppich, Fun-Express, Jet Star und Spider in 20 Schiffscontainern. Auch mit diesem Freizeitpark ging er in Konkurs. Am 19. Mai 2004 wurde er in Deutschland zu einer siebenjährigen Haftstrafe verurteilt. Er hatte versucht, im Mast des Fahrgeschäftes Fliegender Teppich 167 kg Kokain von Peru nach Deutschland zu schmuggeln. Wittes Sohn Marcel wurde im Oktober 2006 von einem peruanischen Gericht ebenfalls wegen des Drogenschmuggels zu einer 20-jährigen Haftstrafe verurteilt. Seit Mai 2008 ist Norbert Witte wieder auf freiem Fuß und wurde offenbar erneut als Verwalter des Spreeparks eingesetzt.
Seit 2002 wurde der Park nicht mehr dauerhaft für Besucher geöffnet. Im August 2002 wurde er im Rahmen eines Insolvenzverfahrens abgewickelt. Es blieben Schulden in Höhe von elf Millionen Euro.
Seitdem verwahrlost das Gelände. Es wird rund um die Uhr von einem Sicherheitsdienst bewacht. Viele Gebäude sind einsturzgefährdet; das Riesenrad lief außer zu einem Probedreh am 7. November 2009 nicht mehr kommerziell.
Ab Anfang August 2009 konnten Interessierte den verlassenen Spreepark an jedem Wochenende während einer zweistündigen Führung in Gruppen besichtigen. Dazu hatte die Spreepark-Homepage von Christopher Flade zusammen mit der vor Ort zuständigen Sicherheitsfirma unter dem Motto 40 Jahre Rummel im Plänterwald aufgerufen. Flade erzählte nebenbei die Geschichte des Parks. Aufgrund der großen Nachfrage wurden die Führungen seither regelmäßig durchgeführt und bis April 2014 angeboten.
Von April 2011 bis April 2014 hatte samstags, sonntags und an Feier- und Brückentagen das Café „Mythos“ von 11 bis 19 Uhr geöffnet. Der Verkaufserlös kam der Reparatur sanierungsfähiger ehemaliger Fahrgeschäfte zugute. Erfolgreich reaktiviert wurde auch im Mai 2011 die Parkeisenbahn Santa-Fe-Express, die bis April 2014 unregelmäßig fuhr. Der Erlös aus ihrem Betrieb wurde ebenfalls für die Reparatur früherer Fahrgeschäfte verwendet. Beim Sommerfest im Juli 2011 fuhren im Park erstmals seit der Schließung wieder Karussells.
Im Sommer 2014 wurde das Gelände des ehemaligen Spreeparks mit einem neuen und stabileren Zaun versehen. Die morschen Holzbrücken rund um das Riesenrad wurden von Baggern abgerissen.
In der Nacht vom 10. auf den 11. August 2014 kam es zu einem Großfeuer im Spreepark, bei dem etwa 100 Helfer auf 5000 Quadratmetern im Einsatz waren und unter anderem die 1999 errichtete Kulisse Alt-England zerstört wurde. Mittlerweile wurden die abgebrannten Gebäude abgerissen. Außerdem war das Stationsgebäude der nie fertiggestellten Dinofahrt vom Brand betroffen, ferner die Schießbude, die Spielhalle und das abgebaute Zirkuszelt. Bereits am Folgetag wurden die vier Brandstifter gefasst, von denen drei die Tat gestanden. Die Sicherheitsmaßnahmen wurden nun erhöht. Bereits einige Jahre zuvor brannte die ehemalige Losbude nach Brandstiftung ab.
In den Jahren 2017 und 2018 wurde das Gelände vom gefundenen Arsen befreit und Teile der Straßen erneuert.
Seit April 2025 laufen umfangreiche Sanierungsarbeiten. Im Zuge dieser werden das Riesenrad wiederaufgebaut und Teile des Parks zu neuen Lebensräumen für die Tierwelt umgestaltet. Diese Arbeiten sollen 2027 abgeschlossen sein.

## Frühere Einrichtungen des Parks

### Ehemalige Attraktionen
| Name                                                      | Typ                                                 | Max. Höhe | Hersteller              | Eröffnung                       | Schließung             | Verbleib |
| --------------------------------------------------------- | --------------------------------------------------- | --------- | ----------------------- | ------------------------------- | ---------------------- | --- |
| Achterbahn                                                | Achterbahn                                          |           | Schwarzkopf             |                                 |                        | Unter dem Namen „Rock & Roller Coaster“ beim Schaustellerbetrieb Vorlop im Einsatz. |
| Ballspritzen                                              | Wasserspiel mit Ball                                | –         |                         |                                 |                        | unbekannt |
| „Berliner Ring“                                           | Zweigeschossige Elektro-Autorennbahn                | –         |                         |                                 |                        | unbekannt |
| Bobbahn                                                   | Bayernkurve                                         | –         | Schwarzkopf             |                                 |                        | wurde noch zu DDR-Zeiten verschrottet |
| Dämonenexpress                                            | Geisterbahn                                         | –         |                         |                                 |                        | Ist heute umgebaut unter dem Namen „Die Geisterbahn“ auf verschiedenen Rummelplätzen zu Gast; heute bei Hahnemann und Sohn |
| Calypso                                                   | Calypso                                             | –         | DDR Calypso Nachbau     | 1977                            | 1990                   | Baujahr 1965; reiste von 1965 bis 1990; war ein DDR Calypso Nachbau als Umbau von einer Gundelwein Bobbahn von Ernst Hainlein aus Erfurt; (Einzelstück; weicht von den anderen Calypsos ab); heute befindet sich das Fahrgeschäft auf der historischen Wies’n (Oktoberfest in München) |
| Jambalaya                                                 | Calypso                                             | –         | Mack                    | 1991                            | 1994                   | (Baujahr 1972; Calypso der Familie Heitmann; 1983–1991 Traumlandpark; 1991–1994 Spreepark; 1994 bis 2012 im Serengeti-Park Hodenhagen) jetzt Schausteller Hainleins; ist auf Rummelplätzen auf Tour (Einzelstück; weicht von den anderen Calypsos ab) |
| Karussellriesenrad                                        | Riesenrad                                           | 40 m      |                         | 1969                            | bis heute im Spreepark | |
| Kettenkarussell                                           | Kettenkarussell                                     |           |                         |                                 |                        | (bereits zu DDR-Zeiten gab es im Spreepark mehrmals ein Kettenkarussell) Verbleib unbekannt |
| Kinderautos                                               |                                                     |           |                         |                                 |                        | die Schienen wurden für die Alt-Berliner Oldtimerfahrt verwendet, da diese identisch sind; Verbleib der Autos unbekannt |
| Kinder-Autoscooter                                        | Mini-Autoscooter                                    |           |                         |                                 |                        | ging später auf Tour |
| Kindereisenbahn I                                         | Miniatureisenbahn                                   | –         |                         |                                 |                        | unbekannt |
| Kindereisenbahn II                                        | Miniatureisenbahn                                   | –         |                         |                                 | 1990                   | unbekannt |
| Kindereisenbahn III                                       | Miniatureisenbahn                                   | –         |                         |                                 | 1994                   | unbekannt |
| „Kosmodrom“                                               | Pressluftflieger                                    |           |                         |                                 |                        | unbekannt |
| „Mirror Colourscape“                                      | begehbare Farbskulptur                              |           |                         |                                 |                        | unbekannt |
| Papageien-Zoo                                             |                                                     |           |                         |                                 |                        | wurde abgerissen |
| Ramba Zamba (ehemals: „Satellit“)                         | The Allround Swing / Trabant                        |           | Nijmegs Lasbedrijf (NL) |                                 |                        | Tourt auf Rummelplätzen. Vorbesitzer: 1969–1990 DDR-Staatszirkus (Berlin); Juli 1990 bis 1995 Volker Zortel (Betriebsleiter des Karussells seit 1988); 1996–2000 Schoppe (Königswartha); 2001–2011 Wittmann (Nürnberg), dann und aktuell Jehn |
| Raupenbahn                                                | Berg- und Talbahn                                   |           | Mack                    |                                 |                        | wurde nach der politischen Wende eingelagert; tourte dann auf Rummelplätzen; wurde 2006 verschrottet. Schausteller: Rainer Jacobi, dann Verkauf an Petra Schwill, dann Weiterverkauf an Nico Jacobi |
| Seesturmbahn                                              | Berg- und Talbahn                                   |           | Mack                    | 1991                            |                        | (Baujahr 1978; von 1987 bis 31. August 1991 mit Norbert Witte im Traumlandpark) weiterer Verbleib unbekannt |
| „Wellenreiter“                                            | Riesenrutsche                                       | 20 m      |                         | 1976                            | 1980                   | unbekannt |
| Autoscooter                                               | Autoscooter                                         |           |                         |                                 |                        | Auf dem Gelände des Spreeparks lagen Autoscooter herum. Ob sie noch vorhanden sind und ob sie jemals im Spreepark im Einsatz waren, ist nicht bekannt |
| Wild River                                                | Wildwasserbahn                                      |           | Reverchon Industries    | 1991                            | 2000                   | Baujahr 1985 (1985–1990: Rummelbetrieb bei Göbel aus Worms) 1985–2001: Wild River; seit 2002 tourt die Bahn unter dem Namen Poseidon bei Schneider-Heitmann durch Deutschland |
| Altberliner Oldtimerfahrt                                 | Oldtimerfahrt                                       | –         |                         | 1969                            | 2001                   | der Fahrweg bzw. die Schienen liegen noch im Park; die Oldtimer wurden 2009 zerstört und einige Jahre nach der Parkschließung sichergestellt |
| Baby-Flug (ehemals „Ufo Jet“)                             |                                                     |           |                         | 1996                            | 2001                   | seit 2002 in Lima (Peru) |
| Bonanza-Reitbahn                                          | Bonanza-Reitbahn (Ponyreiten in einer Reitbahn)     | –         |                         | 1994                            | 2001                   | (zuvor im Traumlandpark) Verbleib unbekannt |
| Brummel                                                   | Kinderkarussell                                     | –         |                         |                                 | 2001                   | unbekannt |
| Bummi                                                     | historisches Kinderkarussell                        | –         |                         |                                 | 2001                   | unbekannt |
| Butterfly (ehemals: „Schmetterlingsflug“)                 |                                                     |           |                         | 1969                            | 2001                   | seit 2002 in Lima (Peru) |
| Canale Grande                                             | Boots- und Kanalfahrt                               | –         |                         | 1994                            | 2001                   | (ehemals: „Guinguette des Impressionnistes“, bzw. „La Rivière Fleurie“ im Freizeitpark Mirapolis Frankreich) steht noch im Park |
| „Chapeau Claque“                                          | Hutbahn                                             | –         |                         | zwischen 1997 und 1999          | 2001                   | (ehemals: „Les Tacots Chapeaux“ im Freizeitpark Mirapolis Frankreich) steht noch im Park |
| Cinema 2000                                               | Rundum-Kino                                         | –         |                         | 1991                            | 2001                   | (Baujahr 1979; von 1979 bis 1984 als Super-Cinema unter Schausteller Zierer aus München auf Reisen; stand dann im Traumlandpark als Cinema 2000) steht noch im Park; der historische Projektor wurde durch Vandalismus unrettbar zerstört |
| Dinoworld                                                 | Dinosaurierfiguren und Mammut                       | –         |                         | 1992                            | 2001                   | (ehemals: Freizeitpark Mirapolis Frankreich); durch Vandalismus wurden viele der Figuren stark beschädigt und teils zerstört. Mittlerweile sind die Dinos bis auf den fast komplett zerstörten T-Rex nicht mehr im Park. Da die Dinos nicht zum Gelände des Spreeparks gehören, musste Familie Witte die Dinos nach ihrem Auszug mitnehmen; weiterer Verbleib unbekannt Einige Dinos wurden in Einzelteilen von aufmerksamen Bürgern entlang der S-Bahn gefunden und in Verwahrung genommen. Für die Parkumgestaltung erhielt die Fa. Grün Berlin diese im Jahr 2020 zurück. |
| Fernlenkboote                                             | Spiel                                               | –         | –                       |                                 | 2001                   | (ehemals: „Petits bateaux téléguidés“ im Freizeitpark Mirapolis Frankreich) Verbleib unbekannt |
| Flic-Flac                                                 |                                                     |           | Huss                    | 2001                            | 2001                   | (1992 Premiere. 1993 Umbau auf Überschlaggondeln. 1992–1995 unter dem Oldenburger Schausteller Ludewigt unter dem Namen MegaDance auf der Reise. 1996–2000 Firma Heitmann-Schneider aus Münster. 2001 Tausch gegen die Wildwasserbahn Wild River). 2001–2008 Spreepark (2002–2008 ungeschützt und ungenutzt aufgestellt und der Witterung frei ausgesetzt). 2008 Kauf durch Goetzke (München); aufgrund des schlechten Zustands verschrottet; für „Rocket“, von Goetzke (München), wurden Teile der Rückwand, Fahrstand, Lichtmasten und die Deko-Rauten weiter verwendet, bzw. wieder verwendet; bis April 2019 bot Goetzke (München) die Gondeln vom Flicc-Flac zum Verkauf an; (Irrtümlicherweise wird dieser Flic-Flac mit dem gleichnamigen „MEGADANCE“ Flic-Flac, heute „Devil Rock“ verwechselt) |
| Fliegender Teppich (ehemals: „1001 Nacht“)                |                                                     |           | Weber                   | 1992                            | 2001                   | (zuvor mit Norbert Witte unter dem Namen „1001 Nacht“ im Traumlandpark) seit 2002 in Lima (Peru) |
| Fun-Express                                               | Achterbahn                                          |           |                         | 1996                            | 2001                   | seit 2002 in Lima (Peru); dort wurde sie fast komplett gestohlen |
| Ghost House                                               | Geisterhaus                                         | –         |                         | 1998                            | 2001                   | die Figuren (Geister) wurden verkauft; die Gebäude standen noch im Park und sind in der Nacht vom 10. auf den 11. August 2014 bei einem Großbrand vernichtet worden |
| „Goldener Westen“                                         | Schießbude                                          | –         |                         | 1994                            | 2001                   | (zuvor im Traumlandpark; Lichtschießanlage; wurde im Spreepark für das Westernthema umgestaltet) Verbleib unbekannt |
| Grand Canyon                                              | Wildwasserbahn                                      |           | Mack                    | 1995                            | 2001                   | (ehemals: „La Descente des rapides“ im Freizeitpark Mirapolis Frankreich) steht noch im Park |
| „Jet Star“                                                | Achterbahn – Bobbahn auf Schienen                   | 13,5 m    | Schwarzkopf             | 1970                            | 2001                   | seit 2002 in Lima (Peru) |
| Kentucky-Ride                                             | Rundkurs/Pferdereitbahn auf Schienen                | –         | Metallbau Emmeln        | 1991                            | 2001                   | (zuvor im Traumlandpark) steht noch im Park |
| Kettenflieger                                             | Kettenkarussell                                     |           |                         | 1991                            | 2001                   | (zuvor im Traumlandpark) im Park befindet sich noch eine Holzbude mit einem Schild, wo ein Schriftzug mit der Aufschrift „Kettenflieger“ zu finden ist. Tourt wieder auf Rummelplätzen. Vorbesitzer: Walkhöfer. Schausteller: Hartmut Roggelin (Bad Doberan) |
| Mega-Loop (zuvor Doppelloop-Corkscrew)                    | Stahlachterbahn                                     |           | Vekoma                  | 1992                            | 2001                   | (ehemals: „Miralooping“ im Freizeitpark Mirapolis Frankreich) seit 2003 als Euro-Loop im Europark Frankreich |
| Miniscooter                                               | Autoscooter                                         | –         |                         |                                 | 2001                   | unbekannt |
| Minitruck-Fahrt                                           |                                                     | –         |                         | 1996                            | 2001                   | Autos und Schienen wurden abgebaut – Verbleib unbekannt; der Fahrweg liegt noch im Park |
| Monte Carlo Drive                                         |                                                     | –         |                         | 1997                            | 2001                   | Fahrtrasse mit den Schienen steht noch im Park – Verbleib der Fahrzeuge unbekannt |
| „Pirat“ I                                                 | Schiffsschaukel                                     | 20 m      | Huss                    | 1991                            | 1992                   | (war zuvor unter dem Namen „Pirat“ im Traumlandpark; es gab im Spreepark direkt hintereinander darauf folgend gleich zwei identische Piratenschiffe, die sich nur leicht in der Lackierung unterscheiden; siehe die Bilder auf der Internetseite vom Berliner Spreepark) Verbleib unbekannt |
| „Pirat“ II                                                | Schiffsschaukel                                     | 20 m      | Huss                    | 1992                            | 2001                   | (ehemals: „Le Bateau Pirate“ im Freizeitpark Mirapolis Frankreich) zunächst mit einem niederländischen Schausteller für kurze Zeit China (Asien), dann weiter an Denies-Kipp. Weiterer Verbleib unbekannt |
| Riesenrad                                                 | Riesenrad                                           | 45 m      | Vekoma                  | 1989                            | 2001                   | steht noch im Park (seit 2009 ohne Fahrgäste, nicht betriebsbereit) |
| Rollover „Jill“                                           | Rollover                                            |           | Mondial                 | 1998                            | 2001                   | („The Energy“ von Gröna Lund’s Tivoli in Stockholm (Schweden); 1995 Premiere; 1998 Verkauf an den Spreepark) niederländischen Schausteller vd Marell in Asien |
| „Rotary Cup“                                              | Kaffeetassen / Riesentassen / Karussell             | –         | Mack                    | 1992                            | 2001                   | (ehemals: „Le Parcours de Robin des Bois“, bzw. „Quick Cup“ mit dem ehemaligen Nesquik Maskottchen im Freizeitpark Mirapolis Frankreich) steht noch im Park (2010 mit Fahrgästen in Betrieb) |
| Santa Fe-Express                                          | Miniatureisenbahn                                   | –         |                         | 1992, 2011 Wiederinbetriebnahme | 2001–2010, 2014        | (ehemals: „Mirapolis Express“ im Freizeitpark Mirapolis Frankreich; von drei Zügen wurde nur einer genutzt; die beiden anderen Züge dienten als Ersatzteilspender; wobei jedoch zunächst der blaue Zug im Einsatz war und später dann bis zuletzt der grüne Zug) steht noch im Park (bedingt betriebsbereit – war seit 2010 wieder sporadisch und seit Mai 2011 meist zu den Öffnungszeiten des Café „Mythos“ wieder in Betrieb). Die letzte Fahrt fand am 27. April 2014 statt. |
| Schießbude                                                | Schießbude                                          | –         |                         |                                 | 2001                   | (kostenpflichtige Gewehrschießbude) die Bude war im Park noch vorhanden und ist in der Nacht vom 10. auf den 11. August 2014 bei Großbrand abgebrannt |
| Schwanen-Fahrt                                            | Kanalfahrt mit Tretbooten                           | –         |                         | 1994                            | 2001                   | (ehemals: Freizeitpark Mirapolis Frankreich); Kanal von der Floßfahrt „La Rivière des Castors“ (übersetzt „Biberfluss“); Schwanen-Tretboote von „Les Cygnes“, bzw. „Cygnes blancs“ (der Kanal wurde für den Spreepark umgebaut) steht noch im Park |
| Spider                                                    | Polyp                                               | 4 m       | Schwarzkopf             | 1991                            | 2001                   | (zuvor „Happy Spider“ von Rausch; war zuvor im Traumlandpark) seit 2002 in Lima (Peru) |
| Spiegellabyrinth                                          | Spiegellabyrinth – Irrgarten                        | –         |                         | 1998                            | 2001                   | (ehemals: „Galeries des Jeux et Reflexes“ im Freizeitpark Mirapolis Frankreich) die Gebäude standen ohne Spiegel noch im Park und sind in der Nacht vom 10. auf den 11. August 2014 bei Großbrand abgebrannt |
| Spielplatz                                                |                                                     | –         |                         |                                 | 2001                   | steht noch im Park |
| Spreeblitz                                                | Achterbahn                                          |           | Mack                    | 1992                            | 2001                   | (ehemals: „Dragon des Sortilèges“ des Freizeitpark Mirapolis Frankreich) steht noch im Park |
| „Walzerfahrt“ (ehemals „Nordseewellen“; „davor Baywatch“) | Berg- und Talbahn; Walzerbahn                       | –         | Mack                    |                                 | 2001                   | seit 2002 in Lima (Peru) |
| „Wellental“                                               | Riesenrutsche                                       | 18 m      | Huss                    | 1991                            | 2001                   | (mobile Rutsche von Andreas & Hans Göbel GbR aus Worms; zuvor unter dem Namen „Super-Rutsche“ im Traumlandpark; im Spreepark blieb der Name „Super-Rutsche“ erhalten, aber im Spreepark lief sie unter dem Namen „Wellental“) Tourt heute wieder auf deutschen Rummelplätzen |
| Geisterschloß                                             | Hängeschienenbahn (ehemalige Themenfahrt; Darkride) |           | Reverchon Industries    | 1997 (geplant)                  | –                      | (ehemals: „Garganua“, bzw. „Gargantua-Ride“ im Freizeitpark Mirapolis Frankreich) (Innenleben von Garganua) wurde aus Geldmangel nie fertiggestellt; stand noch einige Zeit auf dem Gelände und wurde später aus Sicherheitsgründen abgebaut und verschrottet |
| Dinofahrt                                                 | Kanalfahrt                                          | –         |                         | –                               | –                      | wurde aus Geldmangel nie fertiggestellt; Boote vom Freizeitpark „Mirapolis“ Frankreich von der Floßfahrt „La Rivière des Castors“ (übersetzt: „Biberfluss“) steht noch im Park, jedoch wurde das Stationsgebäude durch einen Großbrand in der Nacht vom 10. auf den 11. August 2014 schwer beschädigt |
| Märchenbahn                                               | Themenfahrt                                         | –         | Mack                    | –                               | –                      | (ehemals: „Le Voyage sous la Mer“ im Freizeitpark Mirapolis Frankreich) wurde aus behördlichen Gründen nie fertiggestellt;1994 eröffnete die Bahn dann im Europa-Park unter dem Namen Universum der Energie, seit Sommer 2018 Madame Freudenreichs Curiosités, wo sie auch heute noch betrieben wird. Es steht nur eine – vom Traumlandpark übernommene — Mehrzweckhalle, in der die Märchenbahn entstehen sollte |

### Ehemalige Shows und Ausstellungen
| Name                                    | Typ                                         | Eröffnet | Eingestellt | Anmerkung |
| --------------------------------------- | ------------------------------------------- | -------- | ----------- | --- |
| Amphitheater                            | Theater                                     | 1994     | 2001        | steht noch im Park |
| Bank im Westerndorf (National Bank)     | –                                           | 1994     | 2001        | (1993 Baubeginn; hier gab es täglich Banküberfälle) die National Bank steht noch im Park |
| Clown-Show (-Total)                     | Show                                        |          | 2001        | die Bühne steht noch im Park |
| Kinderbühne                             | Bühne                                       | 1992     | 2001        | steht noch im Park |
| Las Vegas Country (zuvor Colorado City) | Westerndorf/ Westernstadt/ Sehenswürdigkeit | 1994     | 2001        | (1993 Baubeginn; hier fanden verschiedene Shows statt) wurde 2008 abgerissen |
| Piccadilly Circus Chapiteau             | Zirkuszelt                                  | 1991     | 2001        | (ehemals: „Le Village des Clowns“, bzw. „Chapiteau“ im Freizeitpark „Mirapolis“ Frankreich) ist im Winter 2009/2010 durch die Schneelasten eingerissen und wurde daraufhin abgebaut, war aber im Park vor Ort noch vorhanden und wurde in der Nacht vom 10. auf den 11. August 2014 bei einem Großbrand vernichtet. Hier trat u. a. Ursula Böttcher mit ihren Eisbären auf. |
| Wasserbühne                             | Bühne                                       | 1992     | 2001        | steht noch im Park |

### Weiteres Ehemaliges
| Name                                     | Typ                                         | Eröffnet | Eingestellt | Anmerkung |
| ---------------------------------------- | ------------------------------------------- | -------- | ----------- | --- |
| Alt-England Filmkulisse                  | Sehenswürdigkeit                            | 1999     | 2001        | Die Gebäude standen noch im Park und sind in der Nacht vom 10. auf den 11. August 2014 beim Großbrand zerstört worden. |
| Las Vegas Country (zuvor: Colorado City) | Westerndorf/ Westernstadt/ Sehenswürdigkeit | 1994     | 2001        | (1993 Baubeginn; hier fanden verschiedene Shows statt) wurde 2008 abgerissen |
| Piccadilly Circus Chapiteau              | Zirkuszelt                                  | 1991     | 2001        | (ehemals: „Le Village des Clowns“, bzw. „Chapiteau“ im Freizeitpark „Mirapolis“ Frankreich) Das Zelt ist im Winter 2009/2010 durch die Schneelasten eingerissen und wurde daraufhin abgebaut, war aber vor Ort noch vorhanden und ist in der Nacht vom 10. auf den 11. August 2014 beim Großbrand zerstört worden. |
| Spielhalle                               | Spielhalle                                  |          | 2001        | Jeder Automat war mit Münzeinwurf, also kostenpflichtig. Die Spielgeräte wurden durch Vandalismus unrettbar zerstört; die Halle befand sich noch im Park und wurde in der Nacht vom 10. auf den 11. August 2014 beim Großbrand vernichtet.                                                                         |
| Streichelzoo                             | Streichelzoo                                | 1994     | 2001        | (1993 Baubeginn) wurde 2008 abgerissen |
| UFO-Haus Futuro                          | Sehenswürdigkeit                            |          | 2001        | ist nicht mehr im Park; wurde an eine Künstlerin verkauft, die es seither als Gartenlaube nutzt (Drehort für die ZDF Kinder-Wissenssendung Terra MaX). |

## Konzepte

### 1992–2005
Zahlreiche Investoren bekundeten Interesse, den Park zu betreiben. Die französische Firma Grévin & Cie plante, ihn 2004 wieder zu eröffnen. In den drei Folgejahren sollten weitere Attraktionen nach dem Muster hergebrachter europäischer Familienerlebnisparks entstehen. Die Fläche des neuen Parks sollte nur noch 15 Hektar betragen, weitere vier bis fünf Hektar sollten für Parkplätze genutzt werden. Das Konzept des Pauschalpreises sollte aufgegeben werden. Dieses Vorhaben scheiterte an dem Plan, die Uferpromenade an der Spree mit einzubeziehen, die nie zum Gelände des Spreeparks gehört hatte. Der Bezirk Treptow-Köpenick weigerte sich, diese Flächen billig abzutreten, da das sowohl das Gelände stark aufgewertet als auch die grüne Uferlinie zwischen Plänterwald und Treptower Park zerrissen hätte. Daher blieb das Gelände Teil eines großen Spekulationsgeschäftes, da weder eine Entwidmung des Baugrundstücks anstand noch eine Notwendigkeit für den Grundstückskäufer zum Betrieb bestand.
Des Weiteren wollte sich der dänische Betreiber des Kopenhagener Vergnügungsparks Tivoli engagieren. Anfang Oktober 2005 zog dieses Unternehmen jedoch sein Angebot zurück. Als Grund gab es die schlechte wirtschaftliche Lage in Deutschland an.

### 2006–2013
Im Dezember 2006 war die Zukunft des Spreeparks noch immer ungewiss. Nach Angaben des Berliner Liegenschaftsfonds lagen keine neuen Angebote vor, die Deutsche Bank verzichte nicht auf ihre Forderungen und das Insolvenzverfahren dauere an. Auch verschlechtere sich der Zustand der Fahrgeschäfte zusehends und viele hätten nur noch Schrottwert.
Im Januar 2007 schlugen Permakultur-Studenten vor, den ehemaligen Plänterwald-Rummel in eine Bildungsstätte zu verwandeln.
Im September 2009 wurden Pläne bekannt, einen Abenteuerpark zu schaffen, der versunkene Kulturen erlebbar machen sollte. Der Liegenschaftsfonds und der Bezirk standen dem Projekt positiv gegenüber, das Projekt scheiterte aber an einem fehlenden Investor.
Einen Monat später wurde berichtet, dass der bisherige Eigentümer Norbert Witte vorhat, den Spreepark wiederzubeleben. Bis März 2010 sollte der Park wieder soweit intakt sein, dass eine TÜV-Abnahme hätte erfolgen können. Obwohl einige Fahrgeschäfte wieder in Betrieb gesetzt worden waren, blieb der Park geschlossen.

### Seit 2013: Kunst- und Kulturpark

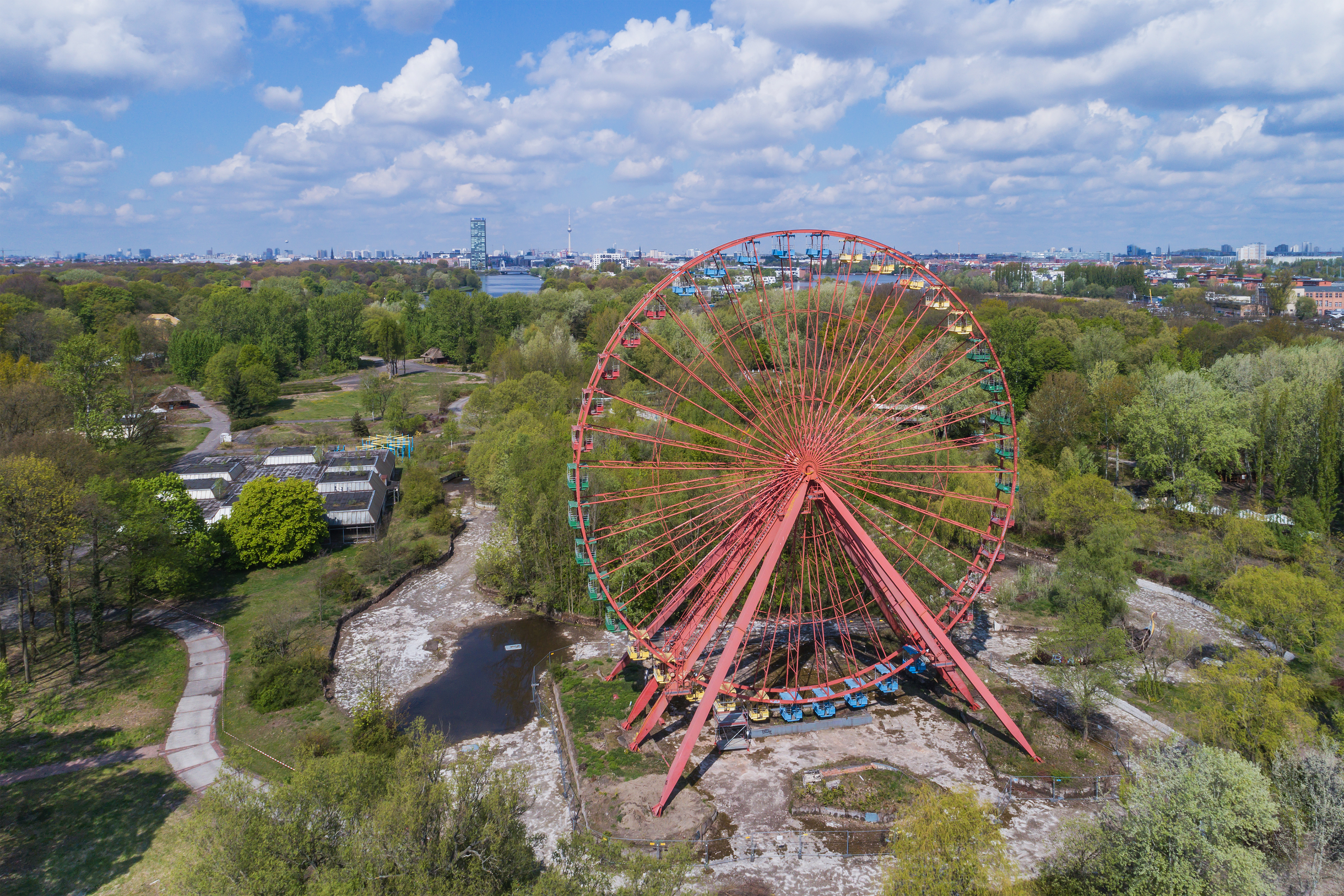
Luftbild des Parks mit Riesenrad

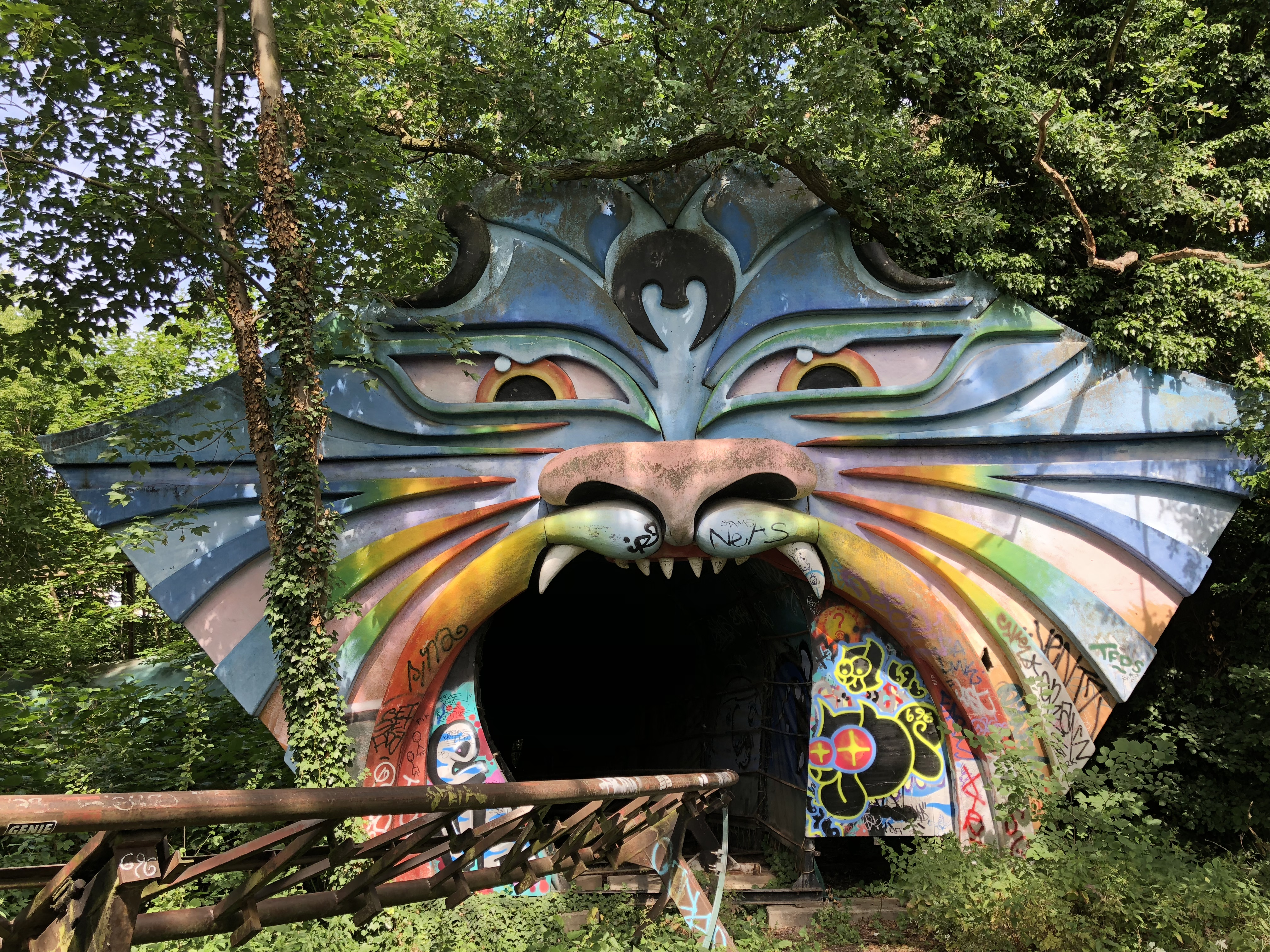
Tunnel der Achterbahn Spreeblitz, Juni 2018

Anfang Juli 2013 setzte die Senatsverwaltung einen Termin für eine Zwangsversteigerung des Spreeparks an. Ein privater Investor bot 2,5 Millionen Euro, jedoch sagte der Finanzsenator Ulrich Nußbaum die Versteigerung ohne Angabe konkreter Gründe überraschend ab. Laut Medienangaben sollte verhindert werden, dass eine Firma den Zuschlag bekommt, die eigens für den Kauf des Geländes gegründet worden war. Ein potenzieller Investor wurde im Tagesspiegel Anfang 2014 mit der Vermutung zitiert, Berlin plane auf dem Areal des Parks Wohnungen errichten zu lassen, was der Bezirk jedoch dementierte.
Im Februar 2014 erwarb das Land Berlin das Erbbaurecht am Spreepark von der insolventen Spreepark GmbH und verfügt damit lasten- und verbindlichkeitenfrei über das Grundstück. Die landeseigene Grün Berlin GmbH übernahm am 1. Januar 2016 den verlassenen Spreepark im Plänterwald. Ziel ist es, auf dem Spreeparkareal einen dem empfindlichen Teilraum angemessenen umweltverträglichen und touristisch attraktiven Kultur- und Freizeitpark zu entwickeln. Auf dem Gelände soll ein neuartiger öffentlicher Park entstehen, in dem Kunst, Kultur und Natur behutsam vereint werden. Einige der noch vorhandenen Attraktionen wie das Riesenrad, die Parkbahn und das 180-Grad-Kino wurden in das Konzept mit aufgenommen. Mitte 2018 fanden mehrfache Bürgerversammlungen statt, um die Planung zu präzisieren und die Öffentlichkeit mit einzubeziehen. Die Anlage soll allerdings kein reiner Freizeitpark mehr werden.

### Seit 2020: Aktivitäten für die Neueröffnung
Zur Vorbereitung der kompletten Umgestaltung wurden und werden mehrfache Schadstoffuntersuchungen und Umweltverträglichkeitsprüfungen vorgenommen. Im Herbst 2020 begannen erste praktische Arbeiten: das sanierungsbedürftige Riesenrad wurde schrittweise abgebaut und in eine Fachfirma in Polen zur Restaurierung gebracht; defekte Teile werden neu angefertigt. Das wiederaufgebaute Riesenrad soll nach Plänen von schlaich bergermann und realities:united mit einem neuen Tragwerk teilweise über die angrenzende Wasserfläche ragen. Die Kosten für das Riesenrad und den Neubau des Wasserbeckens werden voraussichtlich 6,4 Millionen Euro betragen, die Inbetriebnahme war für Ostern 2025 geplant. Die Zeitplanung konnte aber nicht eingehalten werden, nun heißt es, dass im Herbst 2025 die Arbeiten vor Ort beginnen werden.
Des Weiteren wird die frühere Achterbahn Spreeblitz zu einem begehbaren Pfad, um sie „auf neue Art zu erleben“. Die Dinosaurier sollen dagegen in die Gestaltung mit einbezogen werden. – Die neuen Bebauungspläne umfassten auch das stark sanierungsbedürftige Eierhäuschen. Das Eierhäuschen ist inzwischen komplett erneuert und konnte im März 2024 vorerst mit einem kleinen Imbiss, einem gesonderten kleinen Restaurant (Das Ei) und einem Biergarten wieder eröffnet werden. Im Herbst soll dann auch das große Restaurant wieder nutzbar sein.
Die veränderte Planung sieht eine Neueröffnung des Kunst- und Kulturparks im Frühjahr 2027 vor. Für die gesamten Arbeiten sind im Haushalt des Landes Berlin in einem ersten Schritt 45 Millionen Euro vorgesehen. Die Kosten könnten bis 2026 auf 70 Millionen Euro steigen.
Das komplett überarbeitete Riesenrad mit einem Gesamtgewicht von 220 Tonnen wird auf einem neuen Fundament stehen, für das 28 Mikropfähle 18 Meter tief in die Erde getrieben werden. Ab Oktober 2025 sollen die vier Riesenradstützen und der Radkranz mit den sanierten Speichen schrittweise montiert werden. Eine Mustergondel wird bereits im Juli 2025 im Park erwartet.
Auf Informationstafeln am eingezäunten Gelände (Stand: März 2024) sind weitere Details zum neuen Spreepark zu erfahren: unter der globalen Überschrift Spreepark-Art werden u. a. einzelne Projekte wie Flamingos, Klimaflaggen oder Re-use verwirklicht: Klimaflaggen sind halbdurchlässige Photovoltaik-Folien, die der Lichtkünstler Hans J. Wiegner zu natürlich leuchtenden Sonnen-Collagen fügt und an Fahnenmasten aufhängt. Re-use ist eine Open air-Prozesswerkstatt, in der aus zerkleinerten Teilen abgetragener ehemaliger Spreepark-Gebäude Landschaftsskulpturen und Sitzgelegenheiten unter Anleitung des Künstlers Stefan Shankland in Zusammenarbeit mit raumlaborberlin entstehen. Die Werkstatt lädt auch Besucher zur Teilnahme ein.
2024 begannen die ersten Hauptbaumaßnahmen.

## In den Medien
Die 1979 ausgestrahlte Fernsehserie Spuk unterm Riesenrad des DDR-Fernsehens wählte als Ausgangsschauplatz das Riesenrad des Kulturparks und griff den damaligen Werbeslogan „Spaß unterm Riesenrad“ auf. Der große Erfolg der Serie brachte einen nachfolgenden Kinofilm und weitere Spin-offs. Im Sommer 2012 und 2013 wurde im Park die Theaterproduktion Spuk unterm Riesenrad als Adaption der Serie gezeigt.
Die Geschichte des Parks behandeln zwei Dokumentarfilme, Kulturpark von Immanuel Weinland (2004) und Achterbahn von Peter Dörfler (2008), der im Programm der 59. Berlinale lief.
Im Jahr 2006 führte die Neuköllner Oper die Geschichten aus dem Plänterwald auf.
Des Weiteren wurde der Spreepark für folgende Produktionen als Drehort genutzt:
- Video des Berliner Rappers Sido zu seiner Single Ein Teil von mir (2006)
- Telenovela Anna und die Liebe für eine Hochzeitsszene (Folge 249)
- ZDF-Kindersendung Löwenzahn [38] für die Folge 260 Entwicklung des Lebens – Das Schlaue Wunder (2009; als Kulisse dienten vor allem die Dinosaurier-Plastiken)[39] und für die Folge 261 Fuchs – Auf furchtloser Fährte
- Szenen des vom WDR produzierten Fernsehfilms Im Dschungel (2010)
- Teile des Kinofilms Wir sind die Nacht (2010)
- Video zu dem Song Feel von Daniel Schuhmacher
- Szenen des Kinofilms Joschka und Herr Fischer (2011)
- Teile des Kinofilms Wer ist Hanna? (2011)
- Eine Folge der Serie Gute Zeiten, schlechte Zeiten (2011, Folge 4742)
- Eine Folge Berlin – Tag & Nacht (2012, Folge 263)
- Eröffnungsszene der Folge Panikraum aus der Serie Flemming (2012, Staffel 3)[40]
- Eröffnungsszene der 51. Folge (Dolly 2.0) der Serie Der Kriminalist (Januar 2013)
- Musikvideo Run Dry der Band Sizarr (2013)[41]
- Dokumentarfilm Rummel im Plänterwald (2014)
- Szenen des Tatort-Krimis Das Muli (2015)